# Advance (Caroline du Nord)
Pour les articles homonymes, voir Advance.
Advance est une census-designated place américaine située dans le comté de Davie dans l'État de Caroline du Nord. En 2010, sa population était de 1 138 habitants.

## Démographie
| 2000 | 2010  | - | - | - | - |
| ---- | ----- | - | - | - | - |
| 947  | 1 138 | - | - | - | - |

## Source de la traduction
- (en) Cet article est partiellement ou en totalité issu de l’article de Wikipédia en anglais intitulé « Advance, North Carolina » (voir la liste des auteurs).